# Besser Kirke

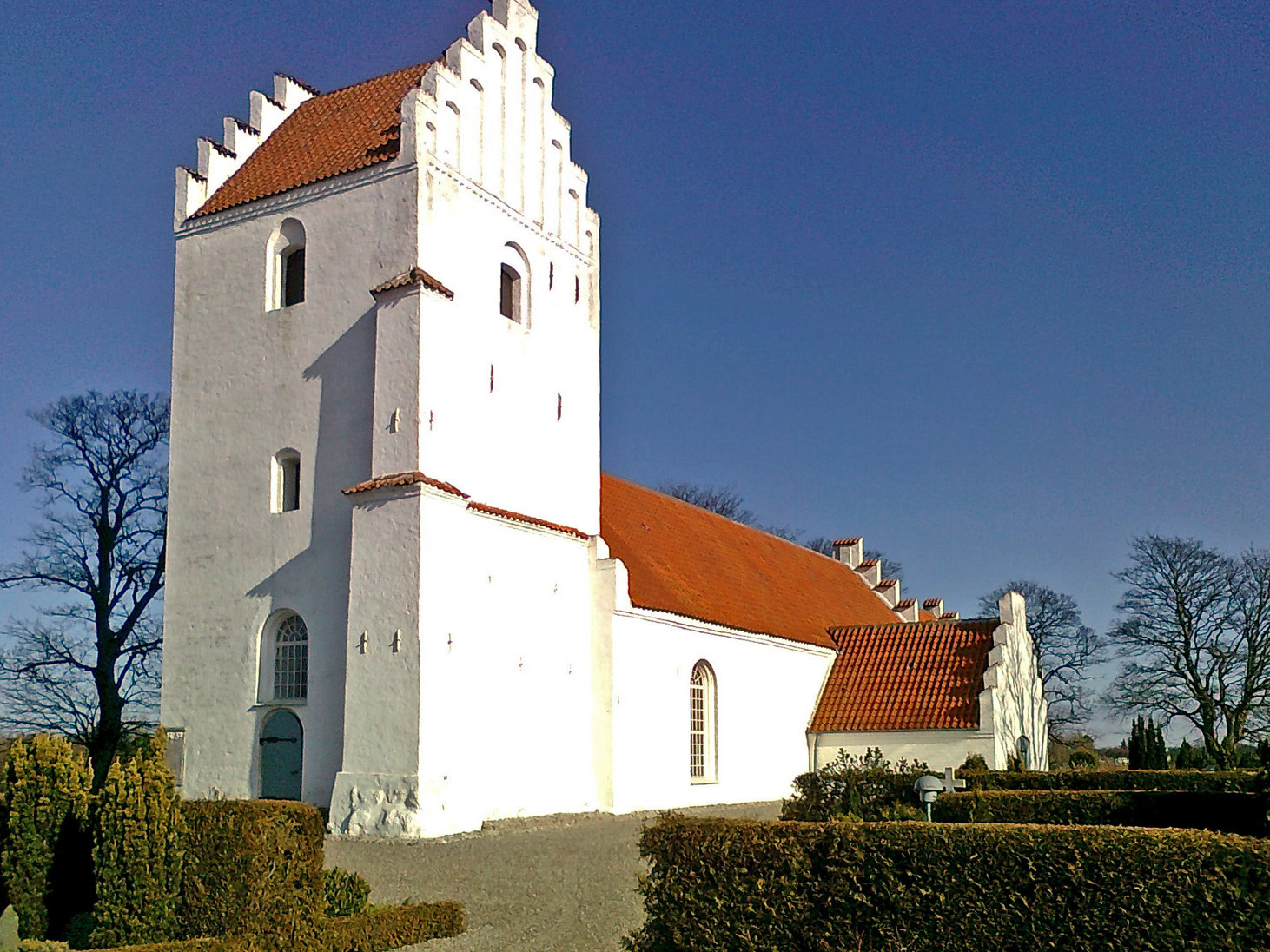
Besser Kirke von Südwesten

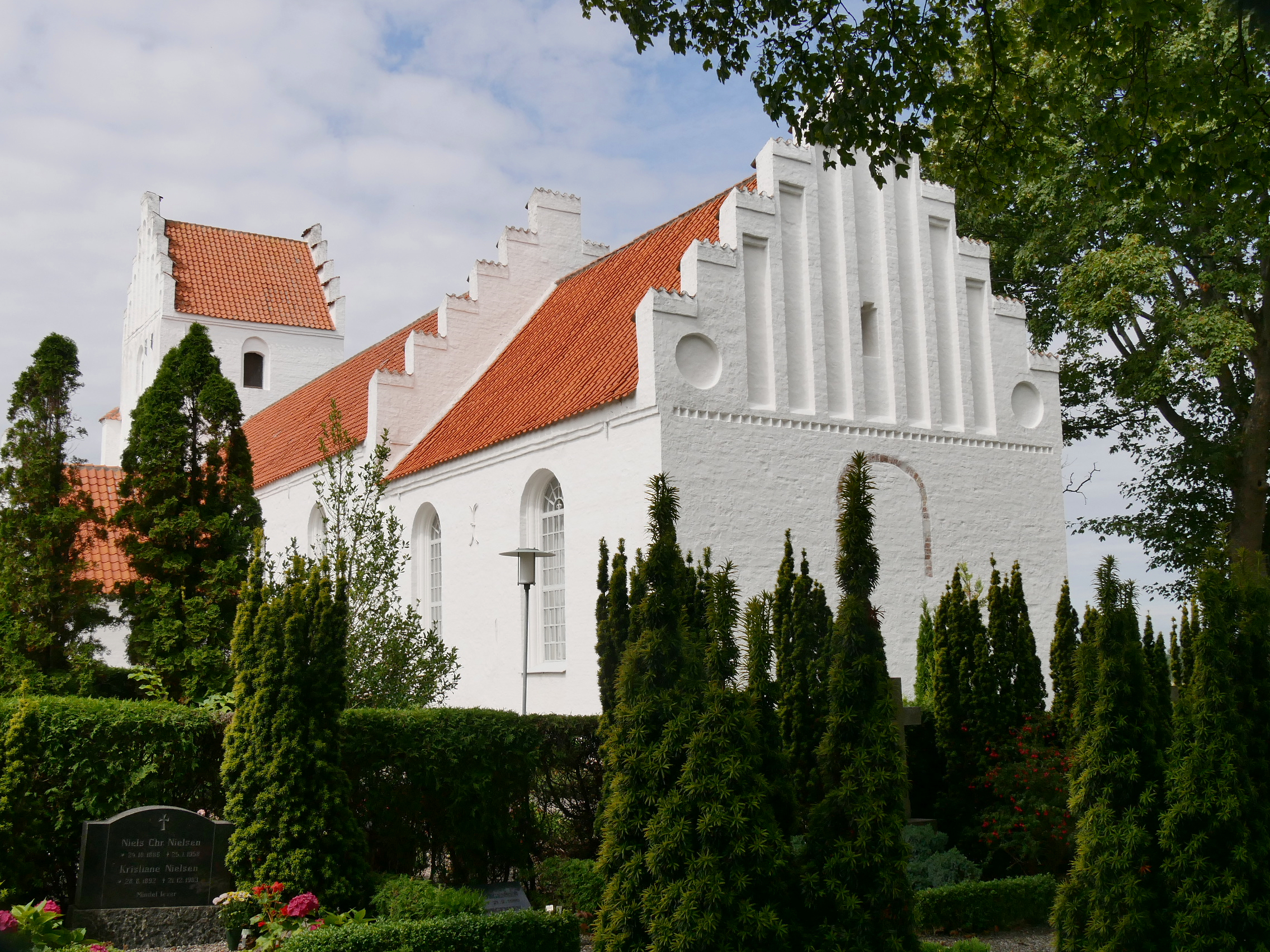
Blick von Südosten

Besser Kirke ist die evangelisch-lutherische Kirche des ehemaligen Kirchspiels Besser Sogn auf der Insel Samsø in Dänemark, das 2014 im Kirchspiel Samsø Sogn aufging. Die weiß gekalkte, romanisch-gotische Kirche liegt oberhalb der Straße von Tranebjerg nach Besser etwas vor dem Ortseingang von letzterem. Sie liegt zentral in der Gemeinde, zwischen den fünf Orten Alstrup, Besser, Langemark, Torup und Østerby.

## Geschichte

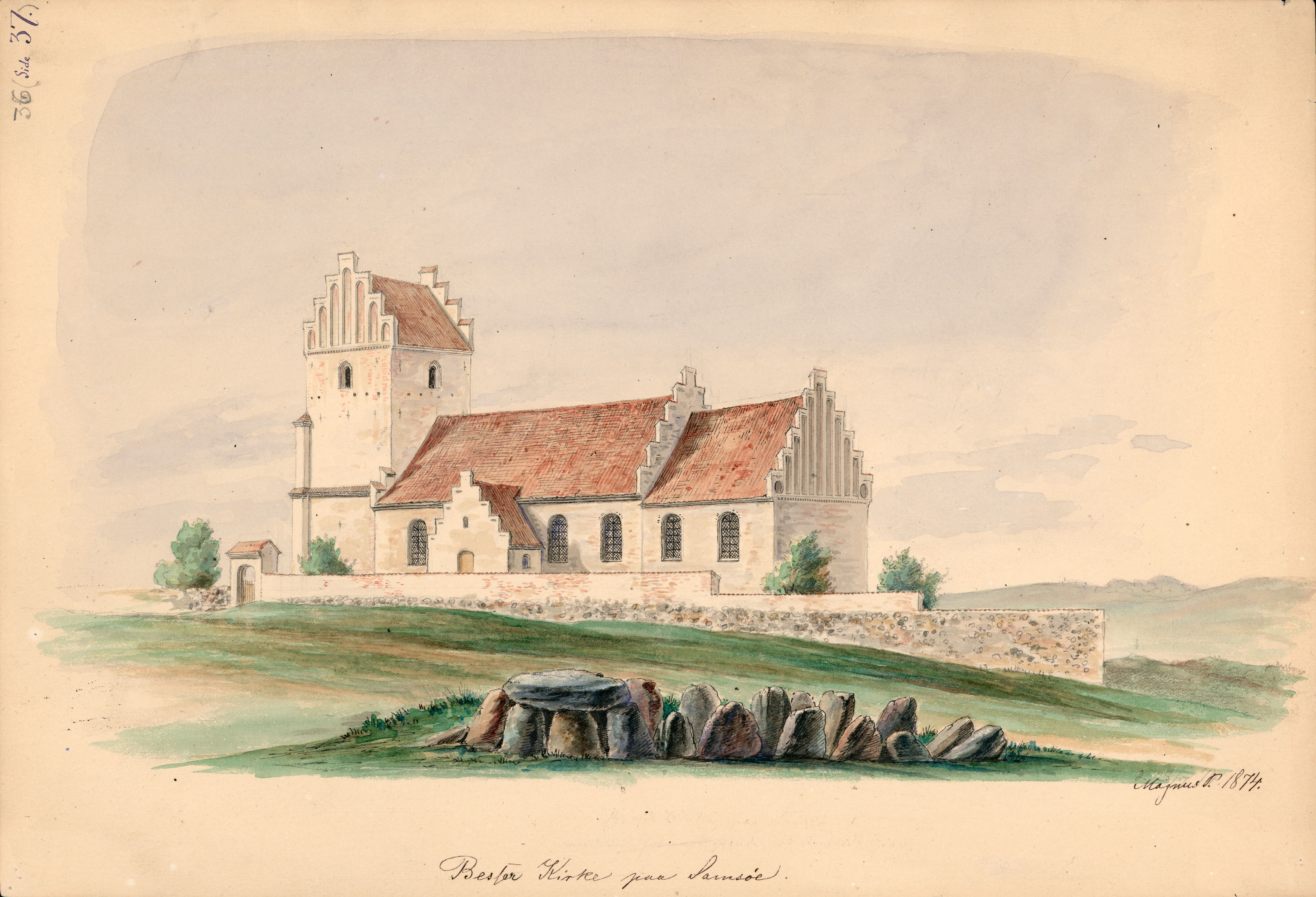
Besser Kirke mit Großsteingrab, Aquarell von Magnus Petersen 1874

Die Kirche liegt auf historischem Boden. Südlich des Friedhofs wurde eine eisenzeitliche Siedlung gefunden. Östlich der Kirche gibt es den Flurnamen Hellemosen, der „heiliges Moor“ bedeutet und ebenfalls auf die Eisenzeit hindeutet (da die Germanen dieser Zeit gerne Opferhandlungen in Mooren vornahmen). Ferner ist auf einem Aquarell (1874) von Magnus Petersen vor der Kirche ein Langgrab aus dem Neolithikum zu sehen. Die Kirche selber wurde 1424 erstmalig als Krongut erwähnt. Die Kirche gehörte den wechselnden Besitzern der Insel, bis sie 1915 in den Besitz der Gemeinde überging.
Die Kirche ist weitestgehend aus Backsteinen im Klosterformat erbaut und besteht aus einem Kirchenschiff aus der Mitte des 13. Jahrhunderts, während der ursprüngliche spätmittelalterliche Chor 1868 durch einen größeren ersetzt wurde. Das Schiff wurde später im Westen erweitert. Die Kreuzgewölbe des Kirchenschiffs wurden 1475 eingezogen.

## Kalkmalereien

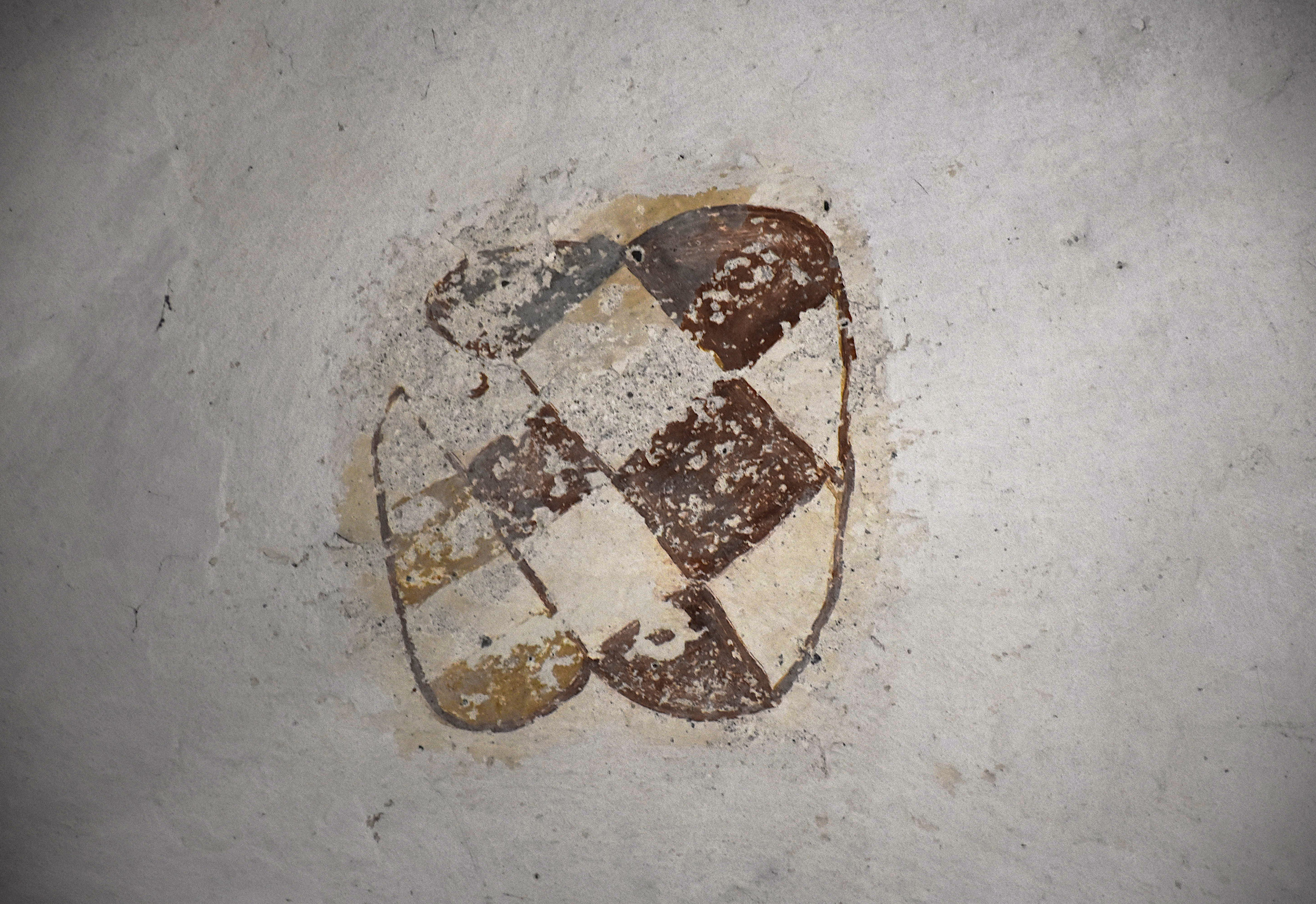
Wappen

Von der ehemaligen Ausmalung der Kirche ist nur noch ein Wappen erhalten.

## Turm und Glocke
Der Turm besitzt einen quer zum Schiff ausgerichteten Treppengiebel. Das Schiff ist mit einem später eingezogenen Kreuzgratgewölbe überspannt.
Die Kirche besitzt eine Glocke aus dem Jahr 1782. Sie wurde vom Hofglockengießer Michael Carl Troschell, Kopenhagen gegossen. Ein Schriftband um den Glockenhals lautet: „Soli deo gloria. Me fecit M. C. Troschell hafniæ anno 1782“ (auf Deutsch: Allein Gott die Ehre. Mich machte M. C. Troschell zu Kopenhagen [latinisiert Hafnia] im Jahre 1872). Darunter sind blattförmige Ornamente abgebildet. Auf der Glocke befindet sich das Wappen der Danneskiold-Samsøe und um dieses der Text: „Denne klokke er – i Christian Conrad Sophys greve af Danneskiold Samsøes mindreaarighed – anskaffet af hans moder og formynder – Friderica Lovisa von Kleist grevinde af Danneskiold Samsøe anno 1782“ (d. h. Diese Glocke ist während Christian Conrad Sophus Graf von Danneskiold-Samsøes Minderjährigkeit von seiner Mutter und Vormund Friderica Louisa von Kleist, Gräfin von Danneskiold-Samsøe, im Jahre 1782 angeschafft worden). Um die Glocke ranken sich mehrere Legenden: Als die Glocke erstmals geläutet wurde, flog sie durch eine Schallluke in einen Sumpf. Sie wurde danach ausgegraben und in den Turm gehängt. – Die Kirche besitzt einen Kobold, der auf einem Stoffbündel über der Glocke wohnt. Am Sonntag, wenn die Glocke läutet, versteckt er sich in einem kleinen Hügel. Einmal neckte er den Glöckner, indem er die Glocke mit Lumpen umwickelte, damit sie keinen Lärm macht.

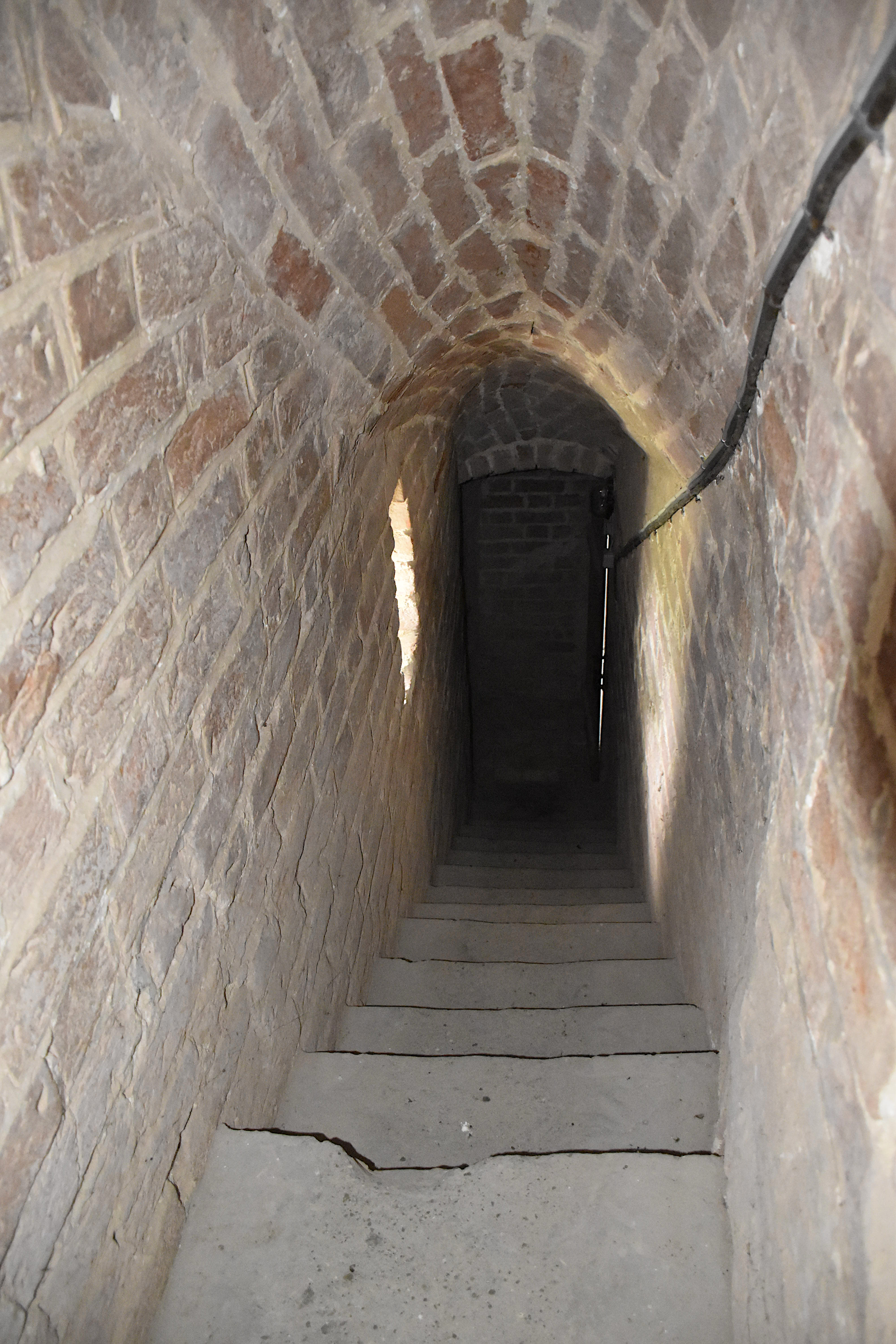
Treppe unten im Turm
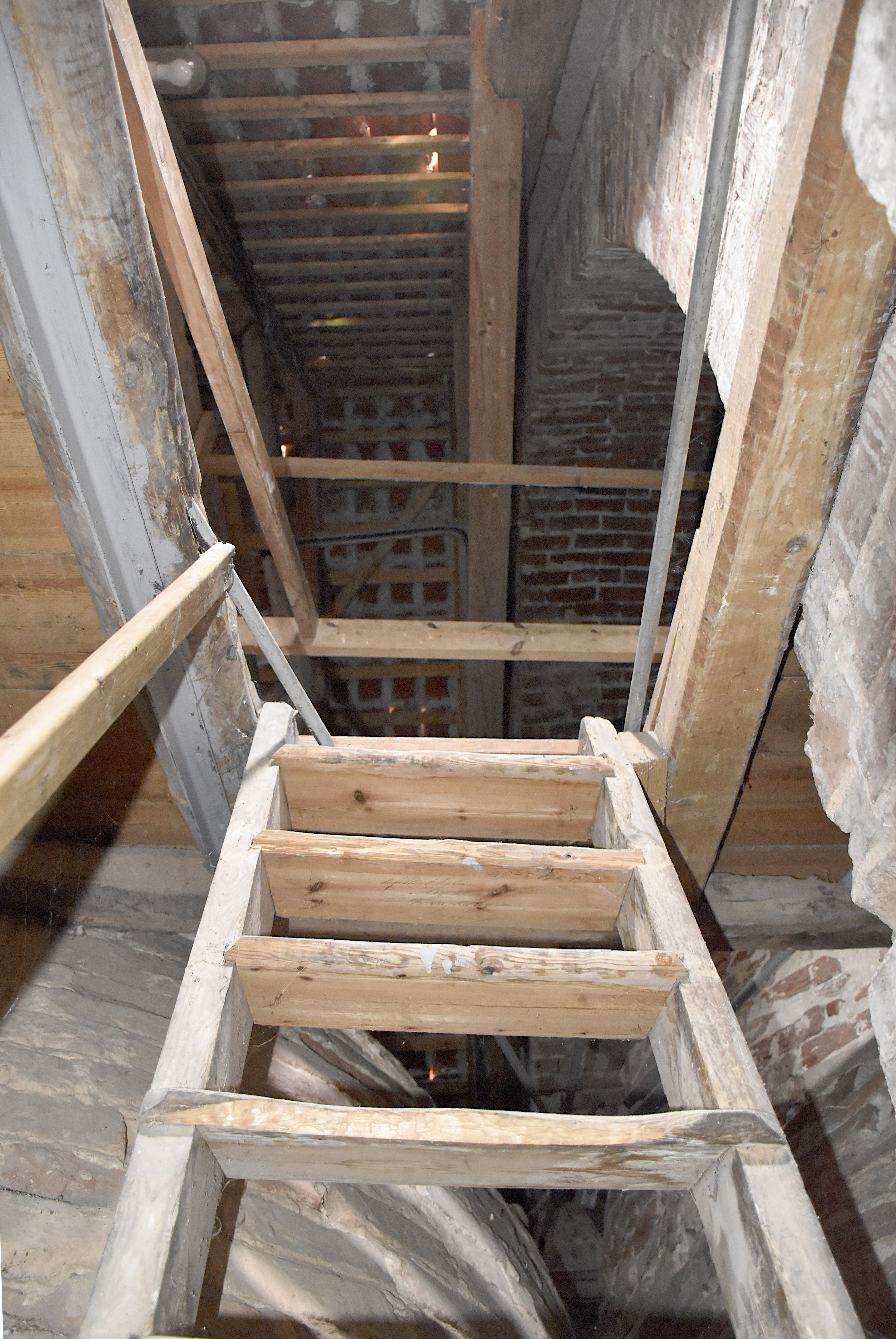
Holztreppe weiter oben
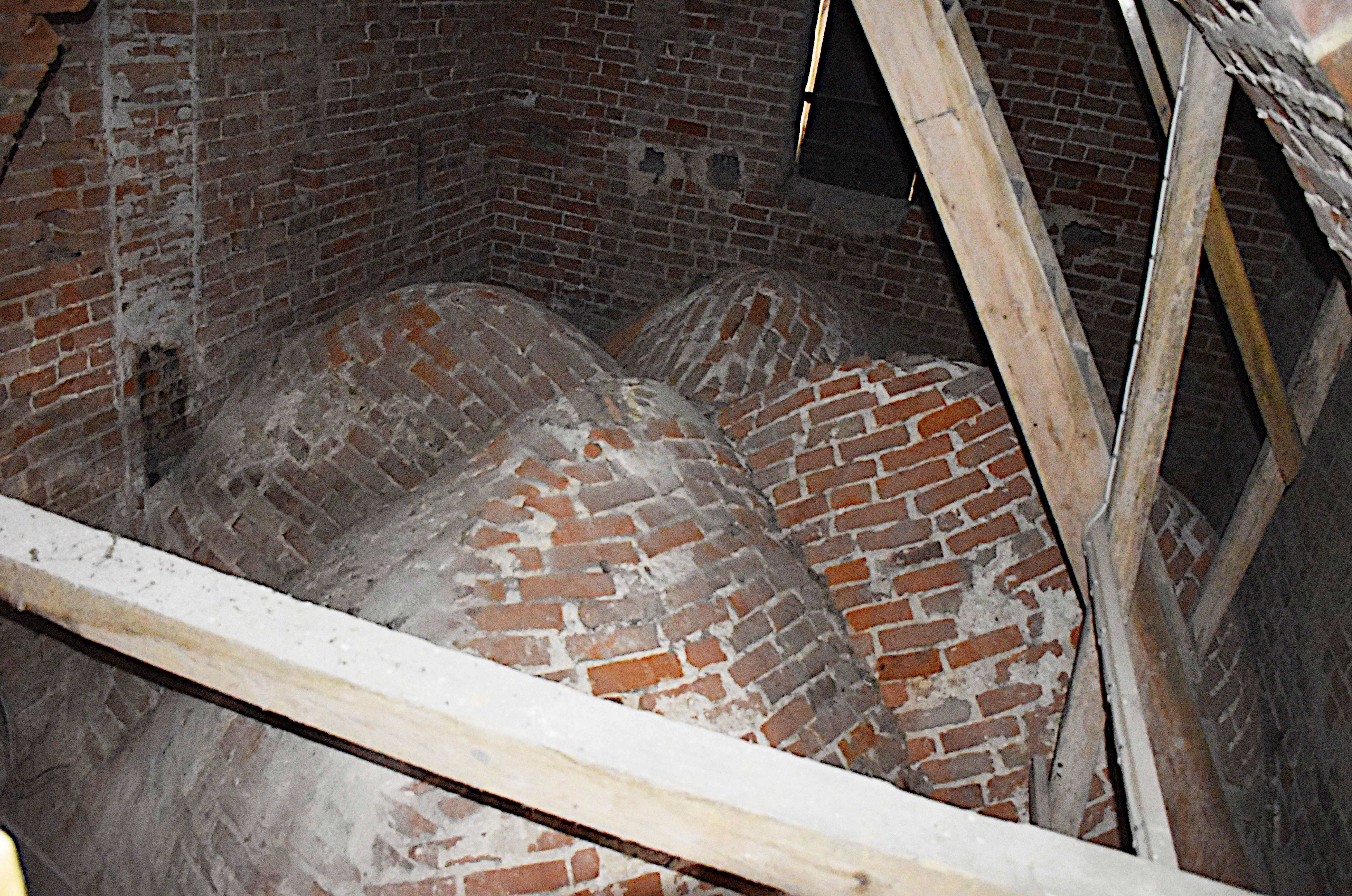
Kreuzgratgewölbe von oben
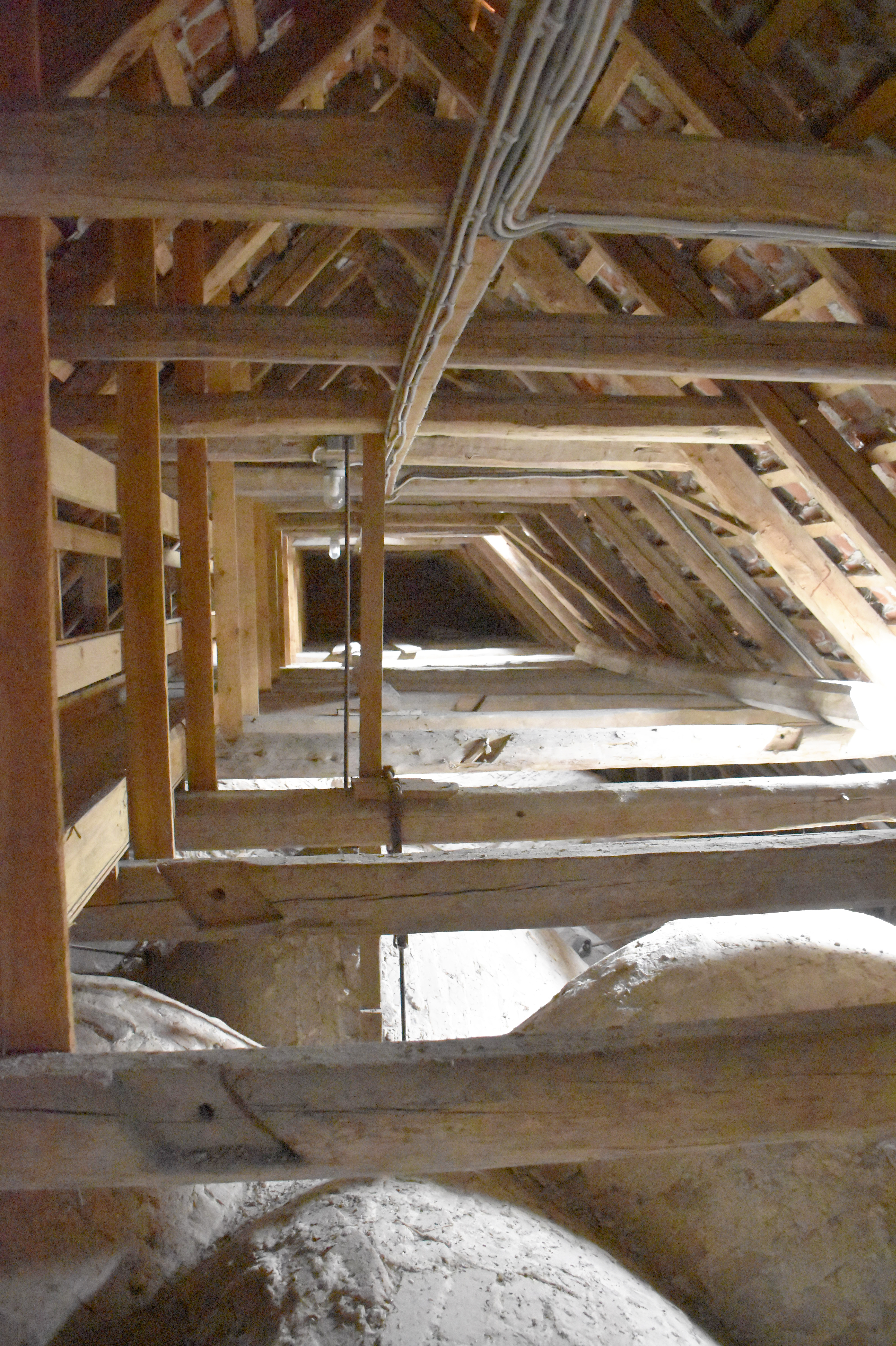
Dachstuhl
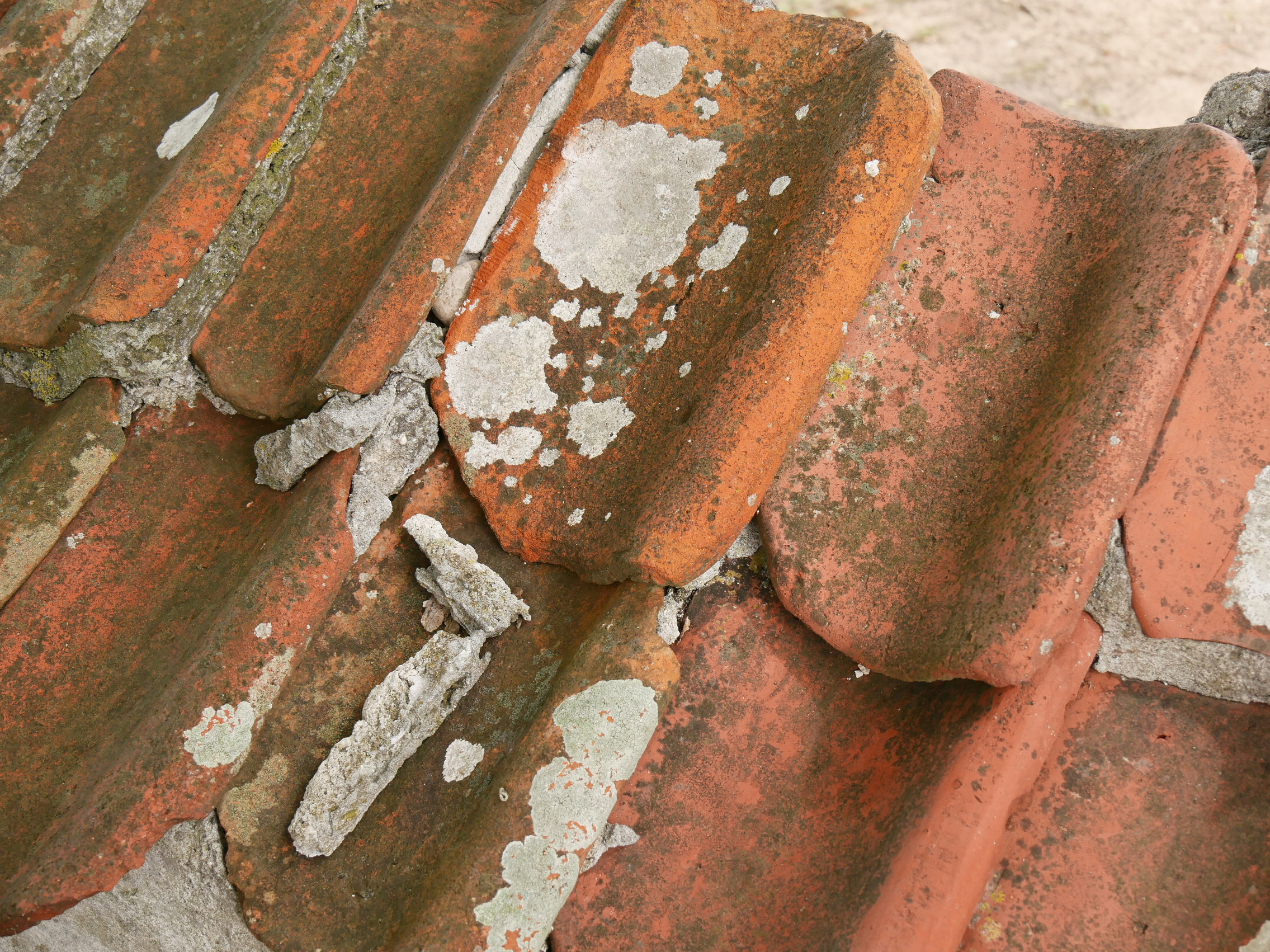
Dachziegel
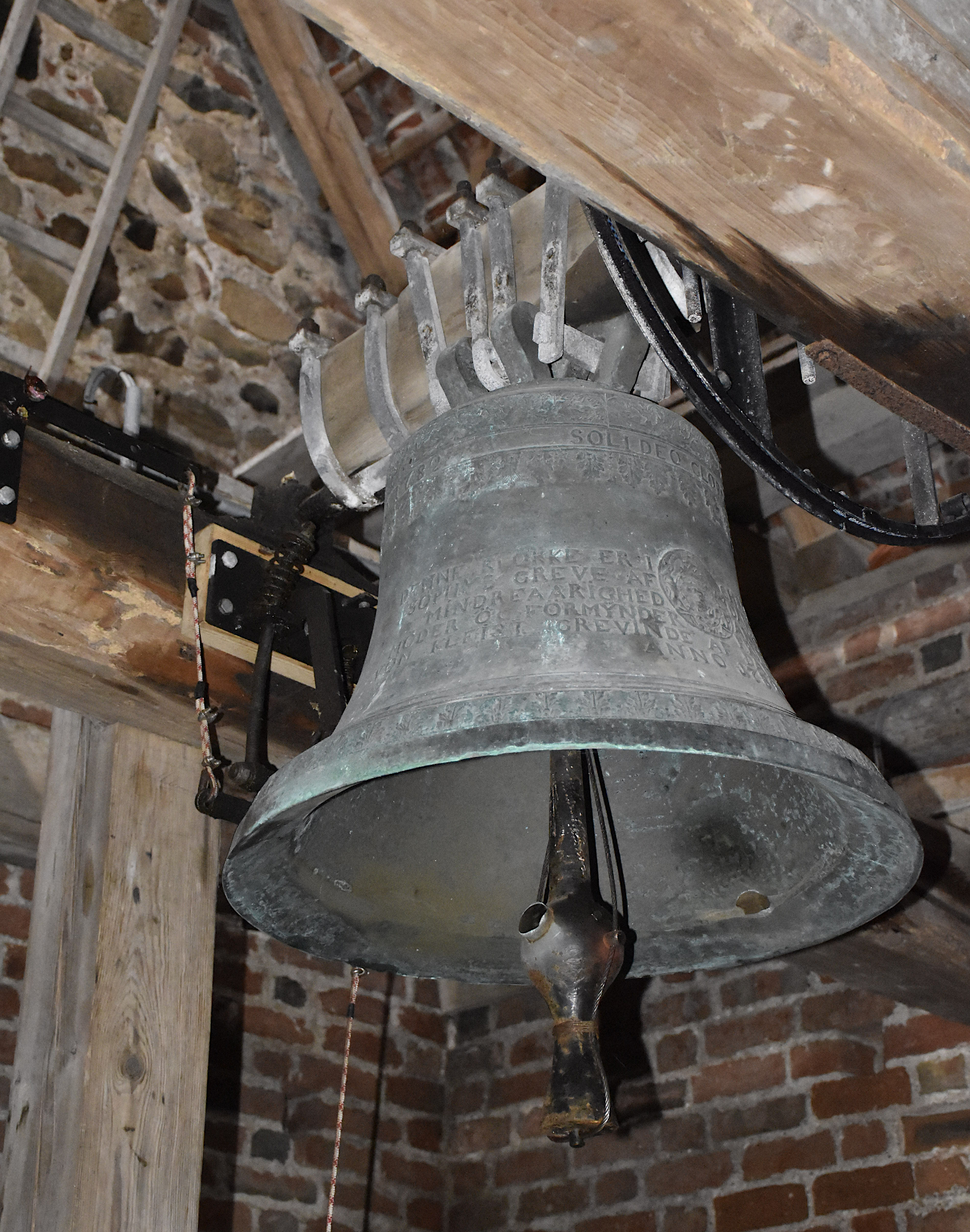
Glocke
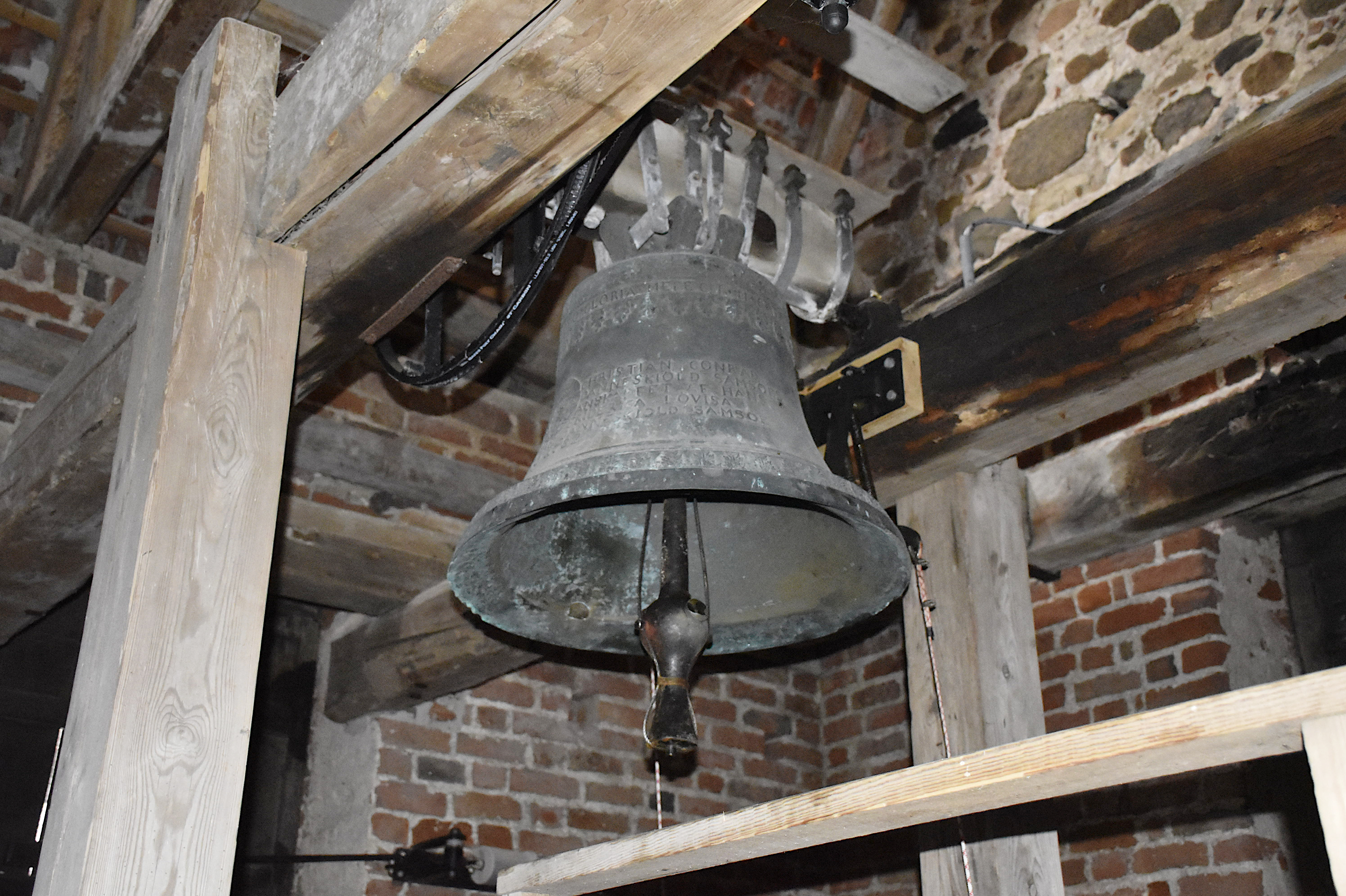
Glocke im Glockenstuhl

## Ausstattung

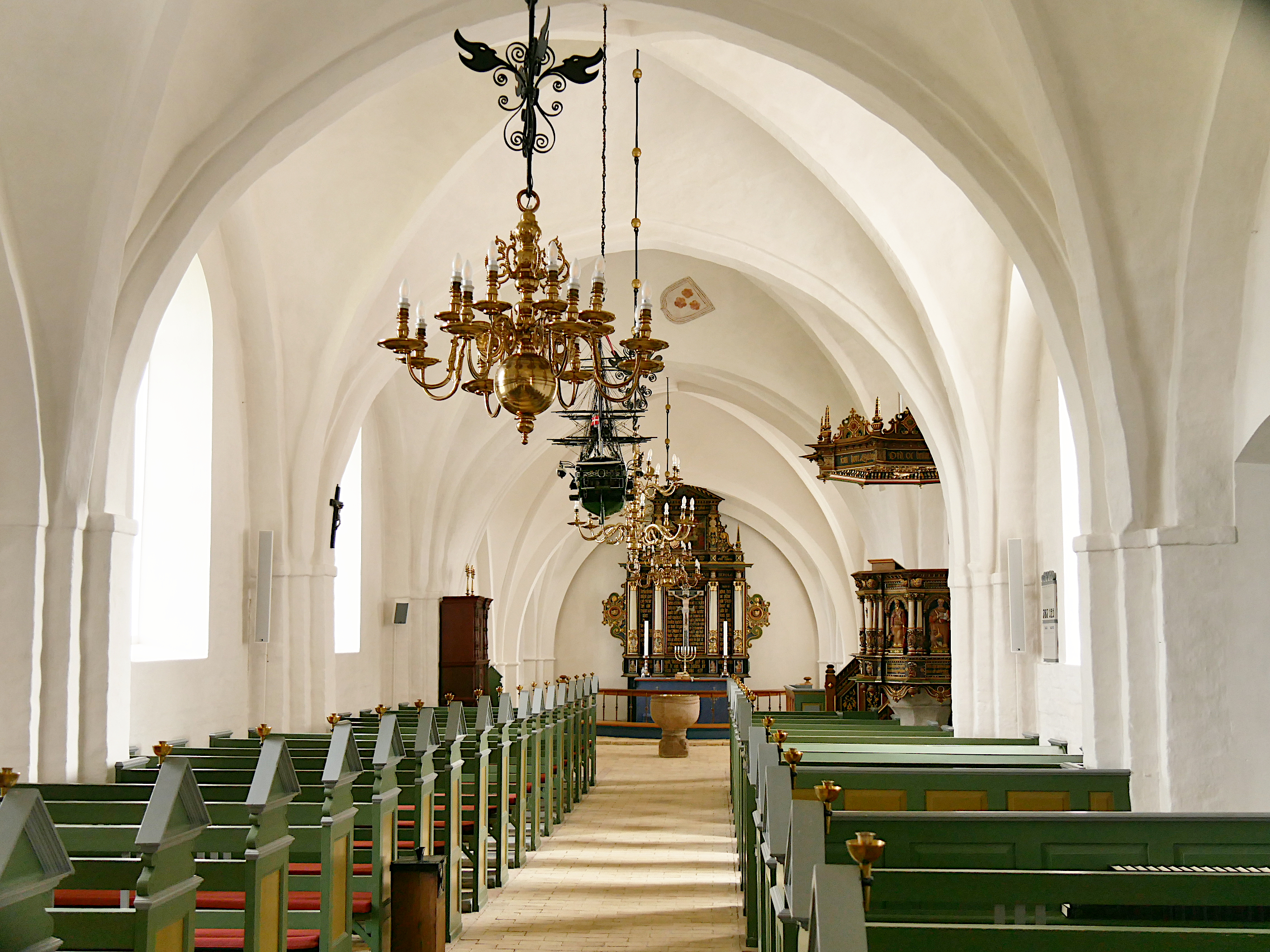
Blick in das Kirchenschiff

Das älteste und einzige aus dem Mittelalter stammende Ausstattungsstück in der Kirche ist das romanische Taufbecken aus rötlichem Granit. Aufgrund des würfelförmigen Fußes wird dieses wie die Taufbecken der Kirchen in Onsbjerg und Nordby mit dem sogenannten Kalundborg-Typ in Verbindung gebracht. Becken und Fuß sind jeweils oben mit einem Wulst geschmückt. An den vier Ecken des Fußes befindet sich ein Steinrelief eines menschlichen Gesichts. Drei der der vier Seiten des Fußes sind mit einem Kreuz geschmückt. Eines ist als Relief und zwei sind als Vertiefung ausgeführt. Die Taufschale mit der eingravierten Darstellung einer Taufszene wurde im ausgehenden 19. Jahrhunderts gefertigt.
Der Altaraufsatz wurde 1589 geschaffen. Die Jahreszahl ist oben in einer goldenen Kartusche auf blauem Grund zu sehen. Im Untergeschoss sind zwischen Bibelversen die allegorischen Bilder der vier Tugenden zu sehen. Im Hauptgeschoss befinden sich über diesen korinthische Säulen. An deren unterem Ende befinden sich Schnitzereien mit den Abbildungen der vier Evangelisten. Zwischen den Säulen stehen anstatt von Gemälden Bibelzitate in goldener Schrift auf schwarzem Grund. Vor dem mittleren Schriftfeld steht ein Kruzifix. 
Die angedeuteten Flügel zeigen je einen Engelskopf in Renaissance-Dekor. Im Obergeschoss des Altars ist in der Mitte ein Gemälde des auferstandenen Christus.
Die Kanzel trägt die Jahreszahl 1602. Sie wird mit dem niederländischen Bildhauer Mikkel van Groningen in Verbindung gebracht. Außen am Korb der Kanzel befinden sich die Figuren: in der Mitte die von Christus und links und rechts von ihm jeweils zwei der vier Evangelisten. Um die Figuren herum befinden sich jeweils vier Säulen und an deren Füßen Reliefs mit Maskendarstellungen. Im Schalldeckel schwebt die charakteristische Taube als Heilig-Geist-Symbol. Die Aufsätze mit ihren Türmchen wurden 1927 nach dem Vorbild der Kirche in Kolby hinzugefügt.
Auf dem Küsterstuhl befindet sich eine Plakette mit der Jahreszahl 1550. Auf dem Pfarrerstuhl von 1850–75 befindet sich oben an der Lehne eine Figur.
Das in der Kirche aufgehängte Kirchenschiff ist ein Schiffsmodell des dreimastigen Marineschiffs mit dem Namen Fredens Minde (d. h. „Friedensgedenken“), wahrscheinlich zum Dank für den Kieler Frieden von 1814.

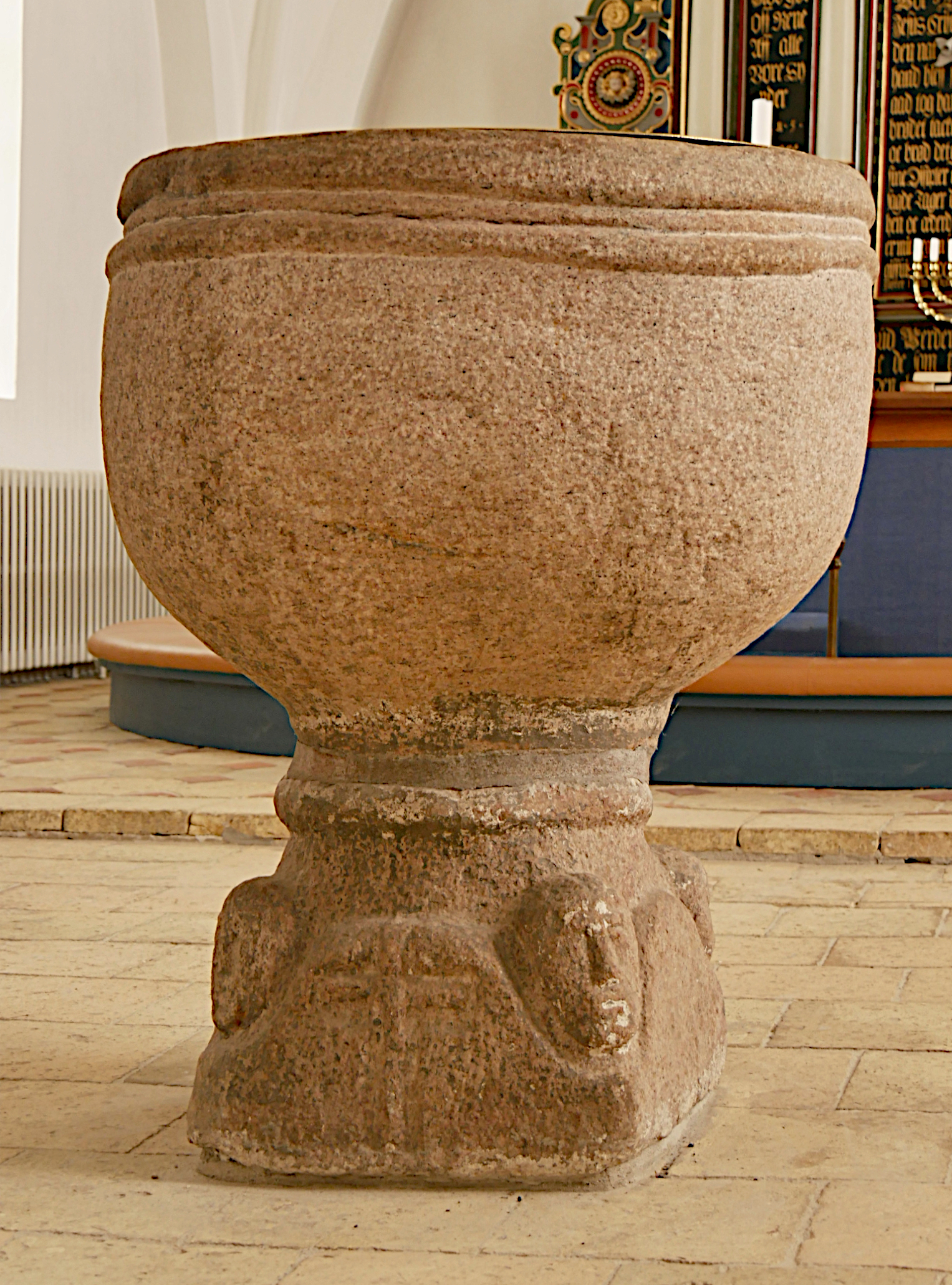
Taufstein
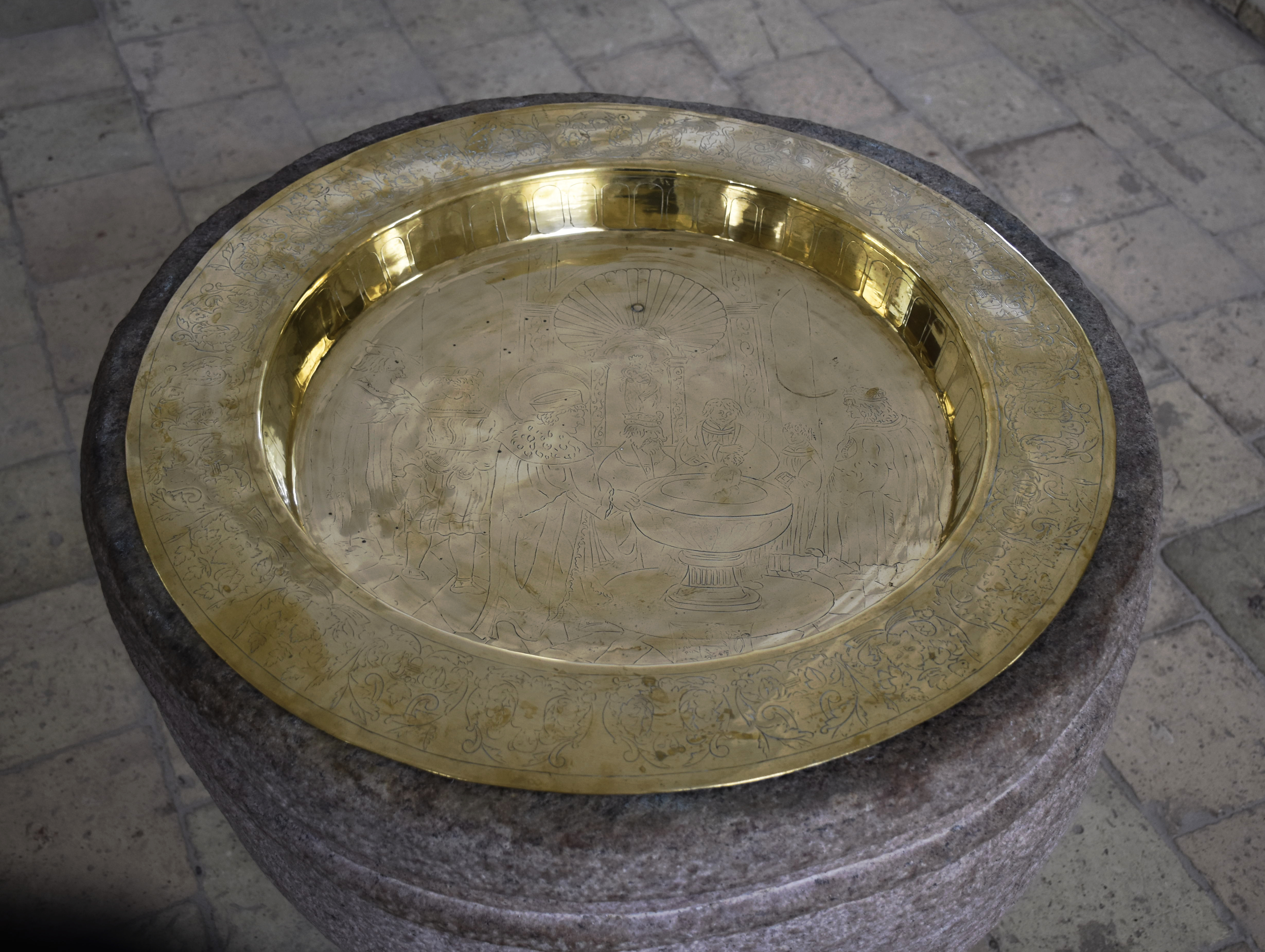
Taufschale
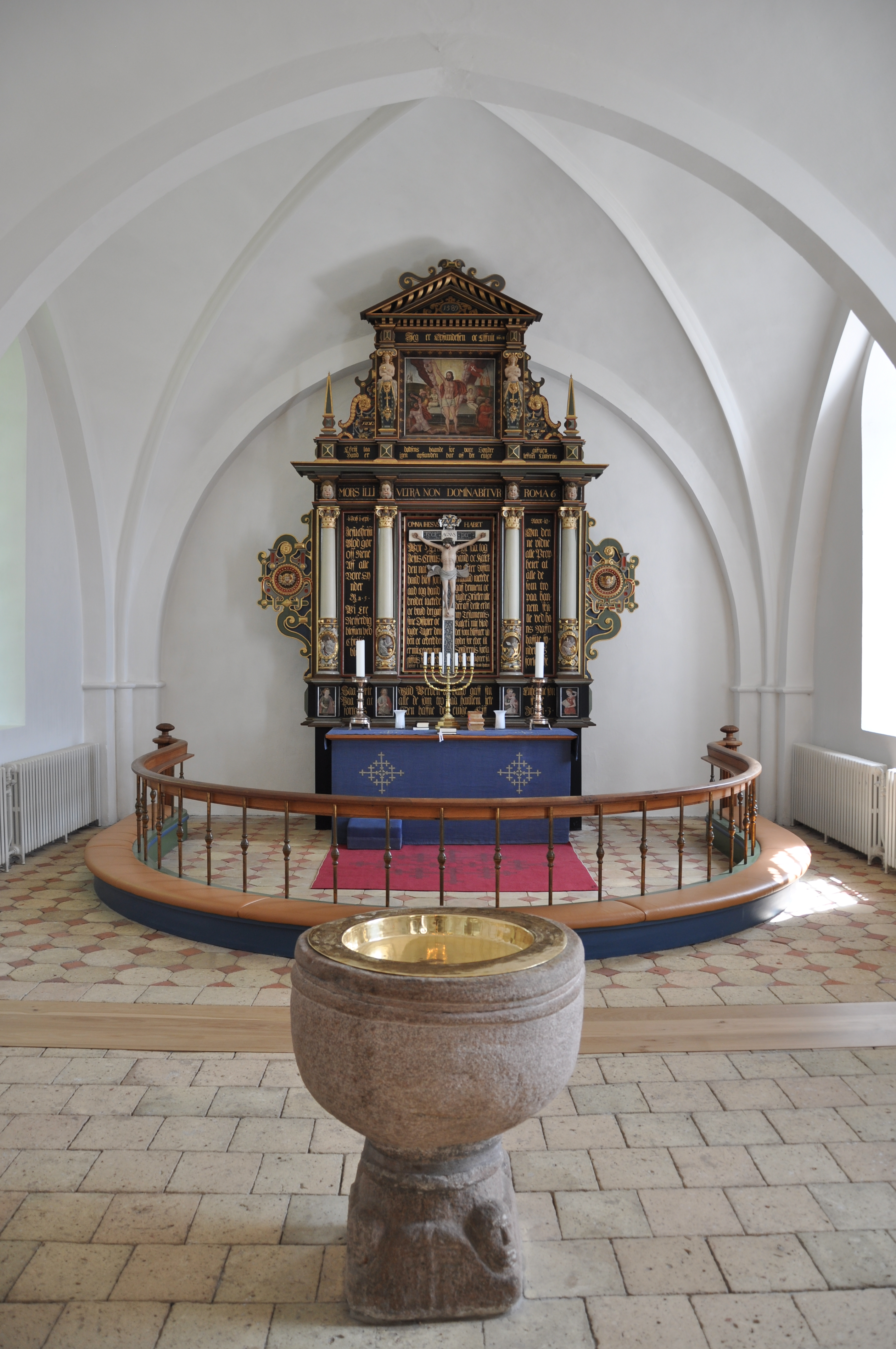
Altar
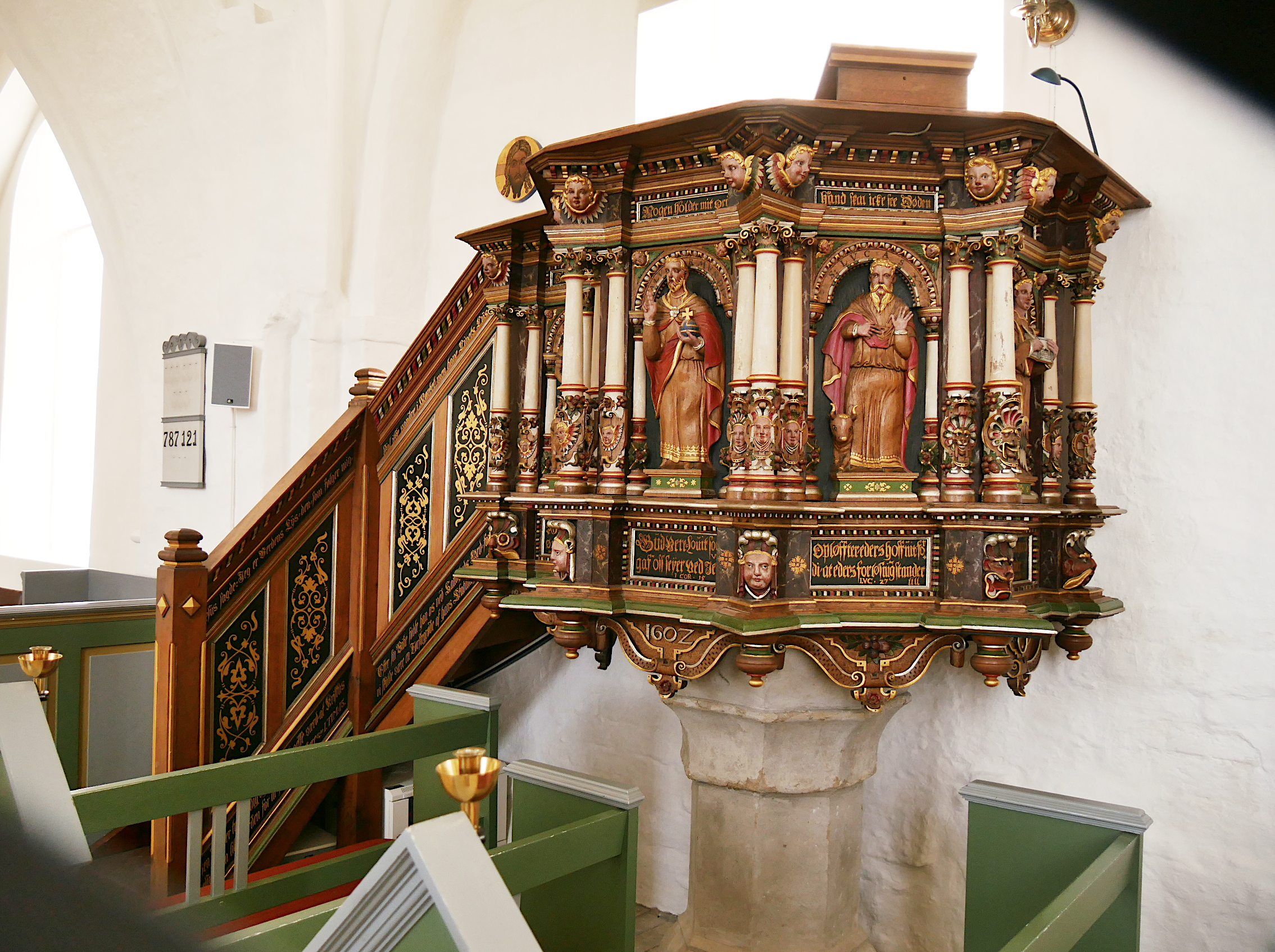
Kanzel
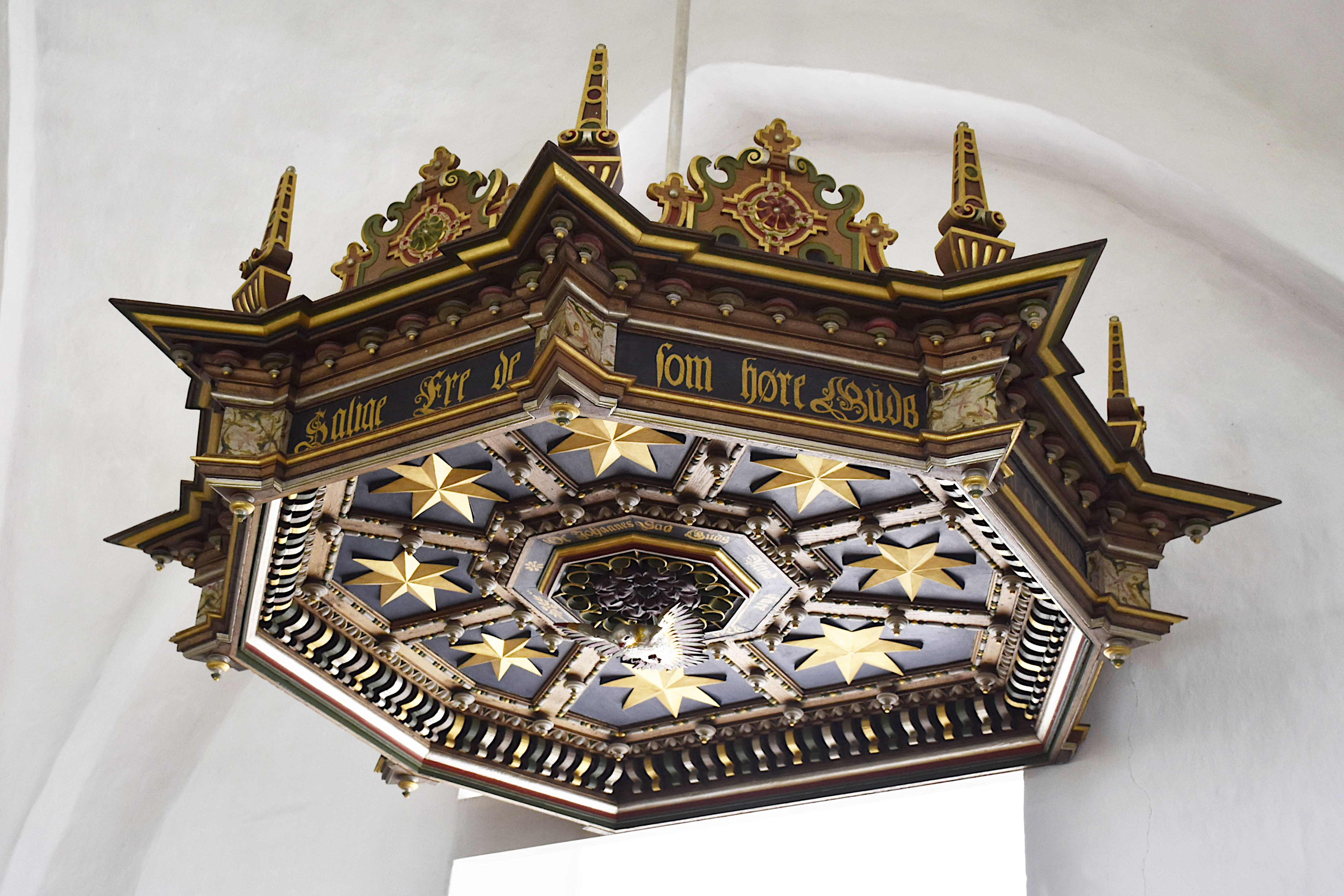
Kanzeldeckel
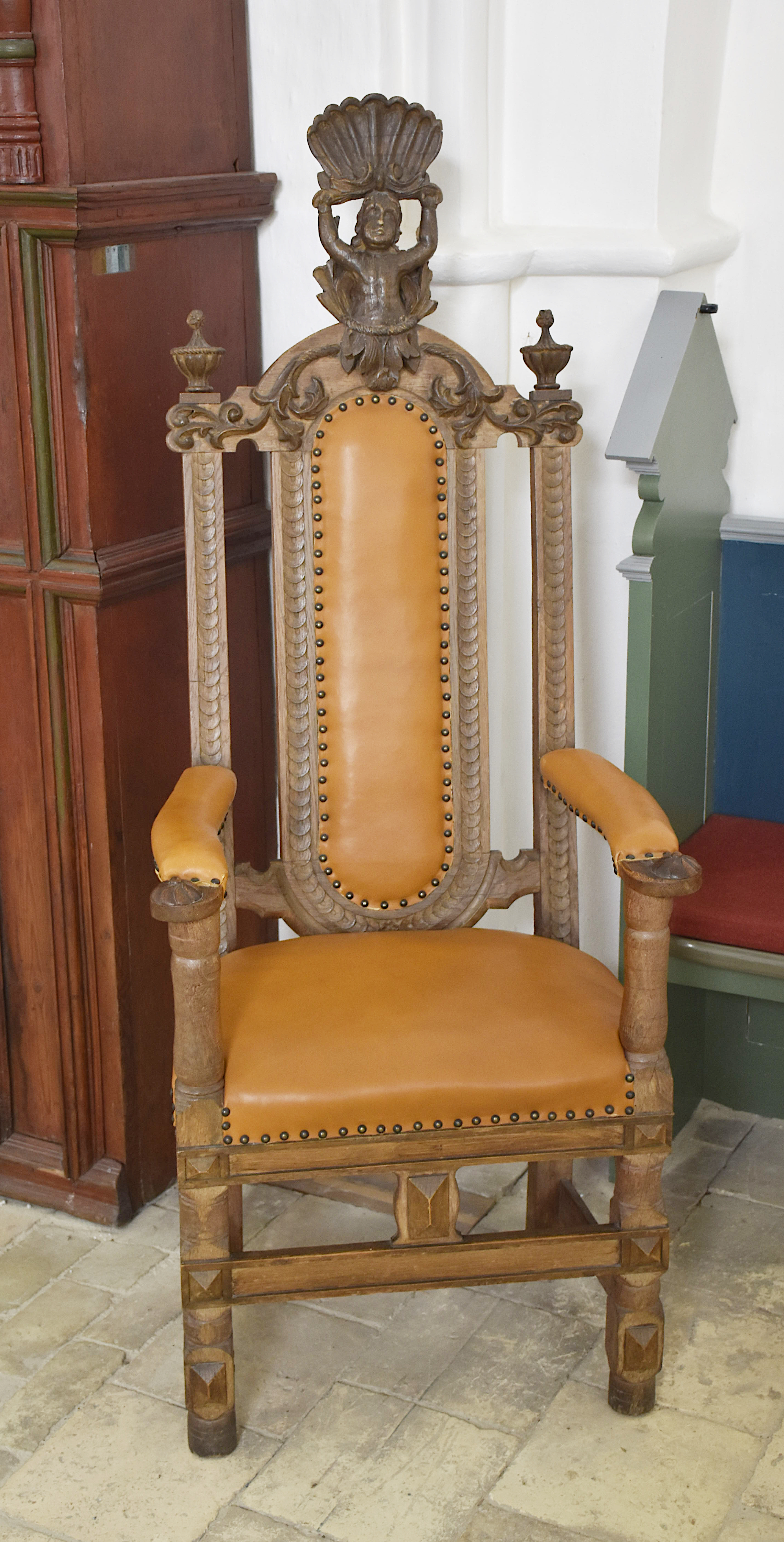
Pfarrerstuhl
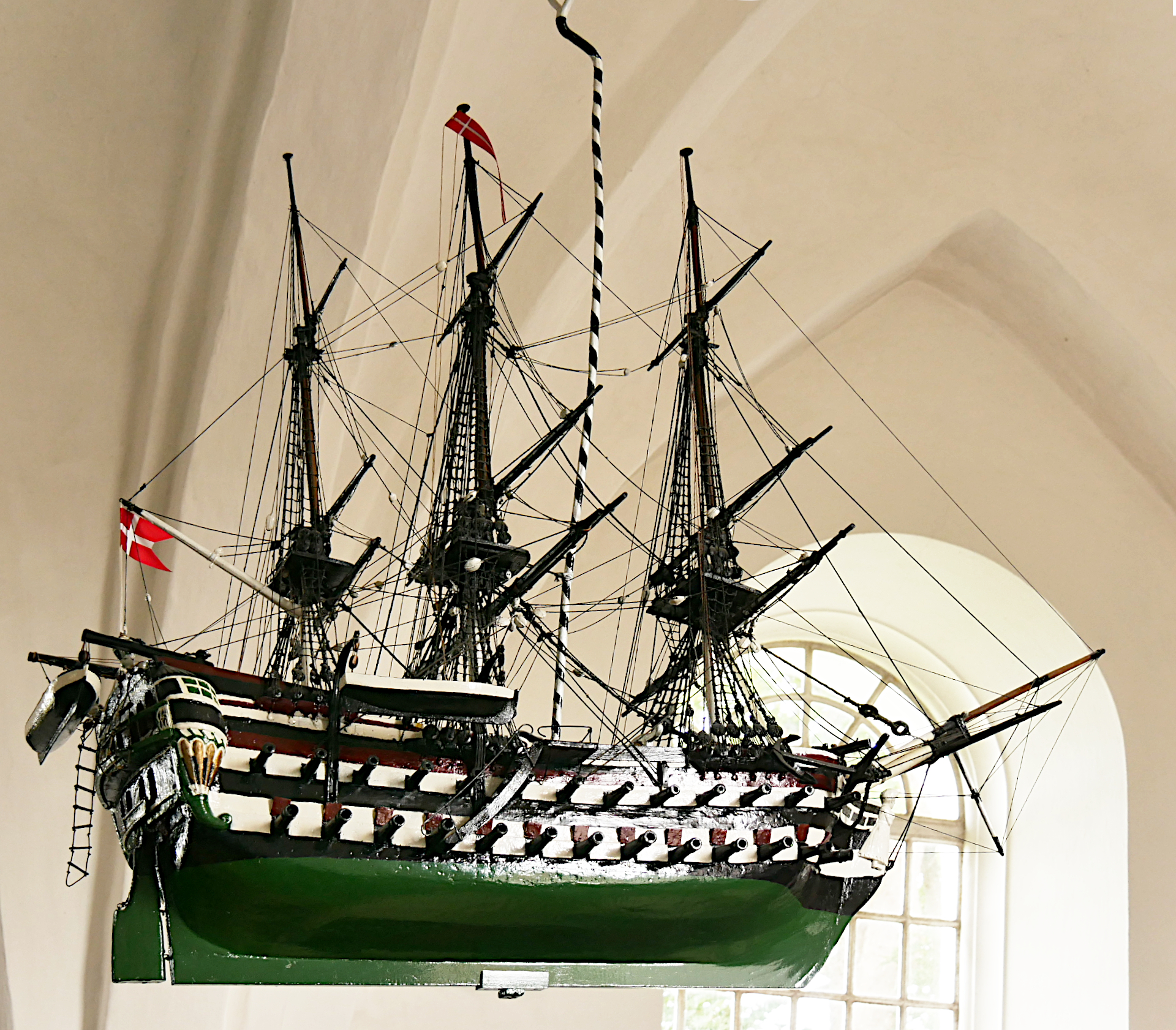
Schiffsmodell

## Orgel

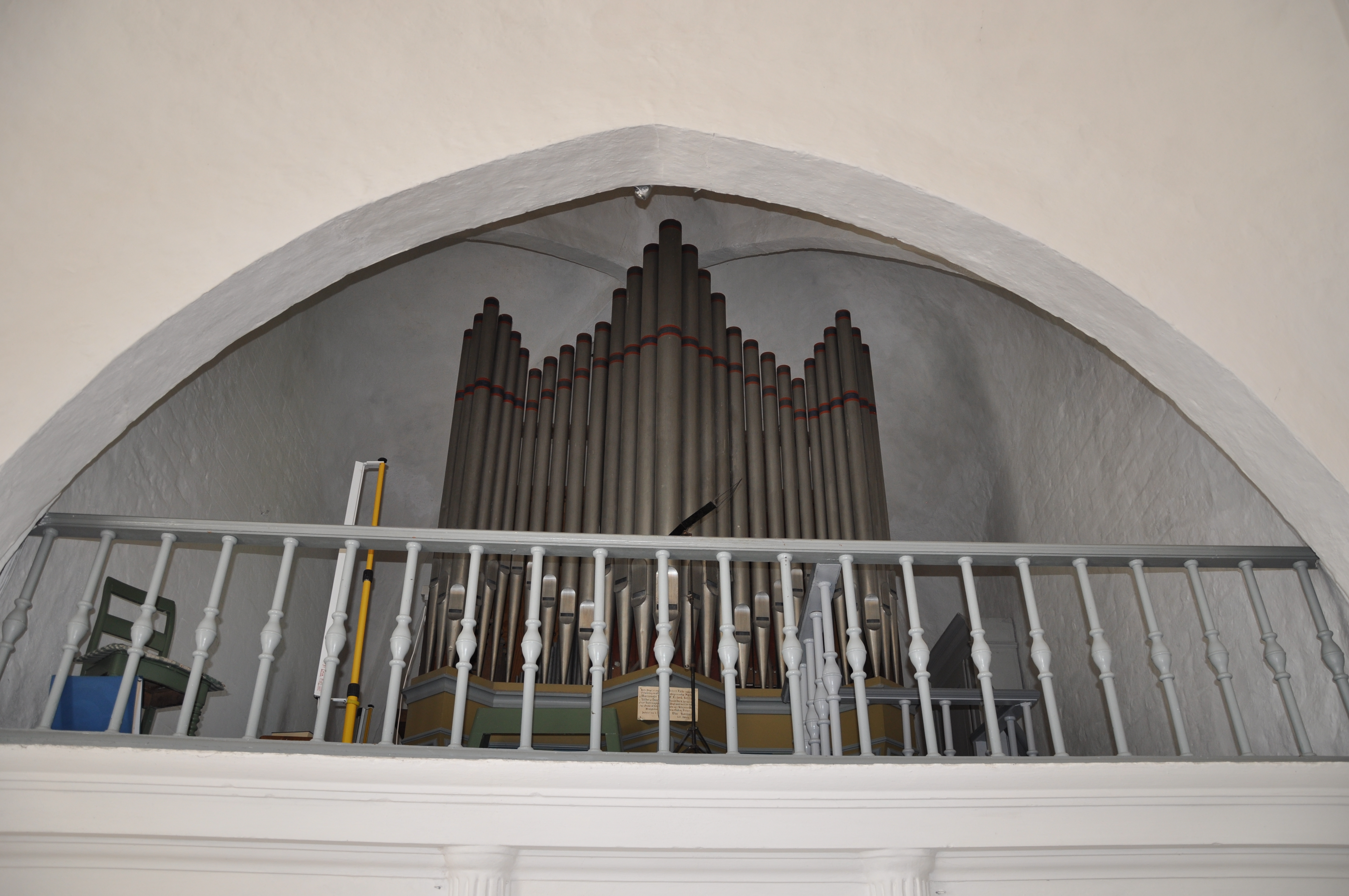
Knud-Olsen-Orgel

Die auf der West-Empore stehende Knud-Olsen-Orgel aus dem Jahr 1884 wurde der Kirche von Bine Sørensen zum Gedenken an ihren verstorbenen Mann gespendet. Die Orgel besaß ursprünglich ein Manual mit sechs Registern und ein angehängtes Pedal. Das Instrument mit mechanischer Traktur wurde 1987 um das Register Gedaktflöte 4′ erweitert. Die Disposition lautet seitdem:
| I Manual C–f3 |             |     |
| 1.            | Bordun      | 16′ |
| 2.            | Principal   | 8′  |
| 3.            | Gedackt     | 8′  |
| 4.            | Fugara      | 8′  |
| 5.            | Oktave      | 4′  |
| 6.            | Gedaktflöte | 4′  |
| 7.            | Octav       | 2′  |

| Pedal C–d1 |
| angehängt  |